# Minamoto no Yoshitsuna
Ne doit pas être confondu avec Minamoto no Yoshitsune.
Minamoto no Yoshitsuna est un nom japonais traditionnel ; le nom de famille (ou le nom d'école), Minamoto, précède donc le prénom (ou le nom d'artiste).
Minamoto no Yoshitsuna (源 義綱, vers 1042-1134), aussi appelé Kamo Jirō (鴨 次郎), est un samouraï du clan Minamoto et frère de Minamoto no Yoshiie.
Yoshitsuna se rebelle contre la cour impériale après que son fils, Minamoto no Yoshiaki, est condamné pour avoir commis un crime. Son soulèvement ayant été réprimé par Minamoto no Tameyoshi, il est exilé à Sado, une île de la mer du Japon qui est un site commun de l'exil pour beaucoup à l'époque de Heian.

## Source de la traduction
- (en) Cet article est partiellement ou en totalité issu de l’article de Wikipédia en anglais intitulé « Minamoto no Yoshitsuna » (voir la liste des auteurs).